# Cameron Dallas
Cameron Alexander Dallas (Los Angeles County, 8 september 1994) is een Amerikaanse internetpersoonlijkheid, acteur, model en zanger. Hij is bekend geworden om zijn verschijning op videosites Vine en YouTube. Dallas ging later acteren in films zoals Expelled en The Outfield.
Cameron speelde in zijn eigen, in 2016 uitgekomen realityserie Chasing Cameron.

## Carrière
Dallas begon zijn carrière in 2012 met het plaatsen van korte filmpjes waarin hij grapjes uithaalde met zijn vrienden en familie. In 2014 had hij inmiddels 8,1 miljoen volgers op Vine, waarbij hij op de elfde positie van meest gevolgde personen op die website stond. Op Twitter had Dallas inmiddels 8,5 miljoen volgers verzameld, en op Instagram waren het er 15 miljoen.
In 2014 kondigde AwesomenessTV aan dat er een film in ontwikkeling was, genaamd Expelled, waarin Dallas de hoofdrol ging spelen. Deze film kwam later dat jaar uit op 12 december. In mei 2015 speelde hij de hoofdrol in twee afleveringen van de televisieserie American Odyssey.
In april van 2015 debuteerde Dallas met zijn single "She Bad". Later was hij ook te horen in Daniel Skye's nummer "All I Want Is You".
In juni 2016 kondigde Dallas aan dat hij de hoofdrol ging spelen in een eigen realityserie op Netflix, genaamd Chasing Cameron. De eerste aflevering was te bekijken op 27 december 2016.
Van 14 januari 2020 t/m 9 februari 2020 speelde Dallas de rol van Damian Hubbard in de Broadway musical Mean Girls'

## Discografie
- "She Bad" (2015, single)
- "All I Want" (2015, als aanbevolen artiest)
- "Why Haven't I Met You" (2018, single)

## Prijzen en nominaties
| Jaar | Nominatie                   | Prijs                      | Resultaat   |
| ---- | --------------------------- | -------------------------- | ----------- |
| 2014 | Teen Choice Awards          | Choice Web: Viner          | Gewonnen    |
| 2015 | Teen Choice Awards          | Choice Web Star: Male      | Gewonnen    |
| 2015 | Teen Choice Awards          | Choice Web: Viner          | Gewonnen    |
| 2016 | Teen Choice Awards          | Choice Social Media King   | Gewonnen    |
| 2016 | Streamy Awards              | Entertainer of the Year    | Genomineerd |
| 2017 | 43rd People's Choice Awards | Favorite Social Media Star | Gewonnen    |